# Pacific Ocean Blue
| 전문가 평가      | 전문가 평가      |
| 평가 점수        | 평가 점수        |
| 출처             | 점수             |
| ---------------- | ---------------- |
| Allmusic         | [ 2 ]            |
| Bloomberg L.P.   | [ 3 ]            |
| PopMatters       | [ 4 ]            |
| Pitchfork        | 8.5/10 (reissue) |
| The A.V. Club    | A-               |
| Robert Christgau | (Legacy Edition) |
| Uncut            | [ 8 ]            |
| Rolling Stone    | [ 9 ]            |
| Spin             | [ 10 ]           |
| MusicHound       | 3/5              |

《Pacific Ocean Blue》는 비치 보이스의 공동 설립자인 미국의 음악가 데니스 윌슨의 첫 번째 스튜디오 음반이자 평생에 발매된 유일한 음반이다. 1977년 8월 22일에 발매되었을 때, 이 음반은 호평을 받았고 비치 보이스의 동시대의 노력을 능가하는 것으로 유명했다. 이 음반에서 〈River Song〉과 〈You and I〉라는 두 개의 싱글이 발매되었지만 차트에는 오르지 못했다.
이 음반은 "클래식"으로 일컬어지는 윌슨의 유산의 초점으로 남아있다. 윌슨은 《Bambu》라는 제목의 후속 음반을 녹음할 계획이었지만, 1983년 12월에 사망 당시 이 음반은 미완성 상태로 남아 있었다.

## 배경 및 녹음
1970년부터 시작된 자신의 프로젝트를 실현하기 위한 몇 번의 시도 끝에, 윌슨은 1976년 가을부터 이듬해 봄까지 비치 보이스의 브라더 스튜디오에서 《Pacific Ocean Blue》의 대부분을 녹음했다. 녹음 당시, 데니스의 힘든 삶은 그의 외모와 더 중요한 것은 그의 노래하는 목소리에 영향을 미치기 시작했는데, 이 목소리는 이제 거칠고 거칠지만 여전히 깊은 소울을 담고 있다.
공동 프로듀서 그레그 야콥슨은 윌슨이 음반 작업을 하면서 보냈던 시간을 회상하며, "이것은 윌슨이 자신을 완전히 아티스트로 받아들였을 때였습니다. 브라이언은 그에게 피아노의 코드를 보여줬지만, 그가 더 능숙해질수록 나오는 음악은 그것에서 파생된 것이 아니었습니다. 자신만의 스튜디오를 갖는 것이 큰 도움이 되었습니다. 약간의 격려와 적절한 도구를 가지고 데니스는 자리를 떴습니다."
1977년 인터뷰에서 브라이언 윌슨은 데니스가 음반의 초기 믹스 곡을 연주했을 때 "데니스, 그것 참 펑키하다! 펑키해!" 2008년 인터뷰에서 브라이언은 이 음반을 들어본 적이 없다고 말했다.

## 발매
1991년 카리부/CBS 레코드가 CD로 발행한 《Pacific Ocean Blue》는 저작권 소유권에 대한 계속되는 의견 차이로 인해 1년 안에 절판되었다. 이 음반은 사실상 15년 이상 사용할 수 없었다. 극히 희귀한 1991년 CD의 복사본이 200달러 이상에 팔렸다.
레거시 레코딩스는 2008년 6월 17일, 《Pacific Ocean Blue》의 30주년 특별판 2디스크를 발매했다. 그것은 《Bambu》 세션의 자료를 포함한다. 180그램짜리 바이닐 멀티 LP 박스 세트도 선데이즈드 레코드에 발매됐다.
이 재발행에서 주목할 만한 것은 1977년 《Pacific Ocean Blue》에서 녹음된 〈Holy Man〉을 두 가지 버전으로 수록한 것이다. 윌슨은 기악 백 트랙 작업을 마쳤지만, 원래의 시도를 지우면서 만족스러운 보컬을 완성하지 못했다. 재발행을 위해 푸 파이터스의 테일러 호킨스가 윌슨의 스타일로 보컬 버전을 녹음하기 위해 영입되었다. 이 곡의 원래 작사가 그레그 야콥슨은 이 곡의 원래 멜로디를 떠올리고 이 곡의 가사를 쓰는 것을 돕기 위해 두드려졌다. 퀸의 기타리스트 브라이언 메이와 드러머 로저 테일러도 5월까지 기타와 함께 트랙의 백 보컬을 녹음했지만, 그들의 기여는 2019년 레코드 스토어 데이의 일부로 발표될 때까지 사용되지 않았다.
1977년 오리지널 음반 차트에서 영국 음반 차트를 놓쳤음에도 불구하고, 《Pacific Ocean Blue》의 확장된 재발행은 16위로 영국 음반 차트에 진입했고, 노르웨이 음반 차트에서도 5위에 올랐다. 게다가, 이 패키지는 《빌보드》의 톱 팝 카탈로그 음반 차트에서 8위에 올랐다.

## 곡 목록
| #  | 제목                | 작사·작곡                         | 재생 시간 |
| -- | ------------------- | --------------------------------- | --------- |
| 1. | 〈River Song〉      | 데니스 윌슨, 칼 윌슨              | 3:44      |
| 2. | 〈What's Wrong〉    | D. 윌슨, 그레그 야콥슨, 마이클 혼 | 2:22      |
| 3. | 〈Moonshine〉       | D. 윌슨, 야콥슨                   | 2:27      |
| 4. | 〈Friday Night〉    | D. 윌슨, 야콥슨                   | 3:09      |
| 5. | 〈Dreamer〉         | D. 윌슨, 야콥슨                   | 4:22      |
| 6. | 〈Thoughts of You〉 | D. 윌슨, 짐 더치                  | 3:02      |

| #  | 제목                    | 작사·작곡                         | 재생 시간 |
| -- | ----------------------- | --------------------------------- | --------- |
| 1. | 〈Time〉                | D. 윌슨, 캐런 램윌슨              | 3:31      |
| 2. | 〈You and I〉           | D. 윌슨, 램윌슨, 야콥슨           | 3:25      |
| 3. | 〈Pacific Ocean Blues〉 | D. 윌슨, 마이크 러브              | 2:39      |
| 4. | 〈Farewell My Friend〉  | D. 윌슨                           | 2:26      |
| 5. | 〈Rainbows〉            | D. 윌슨, C. 윌슨, 스티븐 칼리니히 | 2:55      |
| 6. | 〈End of the Show〉     | D. 윌슨, 야콥슨                   | 2:55      |